# Раджанпур
Раджанпур (англ. Rajanpur) — город в пакистанской провинции Пенджаб, расположен в одноимённом округе.

## Демография
Население города по годам:
| 1998   | 2012   |
| ------ | ------ |
| 42 986 | 55 647 |